# Sedlo Tunel
Sedlo Tunel (pol. przełęcz Tunel; 1150 m n.p.m.) – przełęcz w głównym grzbiecie Gór Kremnickich w Centralnych Karpatach Zachodnich, na Słowacji.

## Położenie
Przełęcz leży w południowej części tzw. Grzbietu Flochowej (słow. Flochovský chrbát), w głównym grzbiecie Gór Kremnickich, stanowiącym wododział między dorzeczami Hronu (po stronie wschodniej) i Turca (po stronie zachodniej). Oddziela masyw Skałki (1232 m n.p.m.) na południu od wzniesienia Vyhnatovej (1283 m n.p.m.) na północy.

## Znaczenie komunikacyjne
Od najdawniejszych czasów przez przełęcz wiodła stara droga górnicza (słow. „banícka cesta”) z Bańskiej Bystrzycy do Kremnicy. Jej znaczenie radykalnie wzrosło na przełomie XV i XVI w., gdy pod samym siodłem przełęczy, uformowanej tu w wąskim, skalistym odcinku grzbietu, zbudowany został tunel Görgeiho (nazwa z czasów późniejszych). Umożliwił on transport wozowy głównie miedzi z huty w Tajowie (po stronie bańskobystrzyckiej) do mennicy w Kremnicy. Obecnie przełęcz nie ma znaczenia komunikacyjnego, nawet ruch turystyczny odbywa się przez wspomniany tunel.

## Turystyka
Przełęcz (dokładnie: zachodni wylot tunelu pod przełęczą) jest ważnym węzłem znakowanych szlaków turystycznych.